# 양웨이 (체조 선수)
양웨이(중국어 간체자: 杨威, 정체자: 楊威, 병음: Yáng Wēi, 한자음: 양위, 1980년 2월 8일~)는 중화인민공화국의 체조 선수이다. 올림픽에 3회 참가하여 금메달 3개, 은메달 2개를 획득했다. 그는 2000년 하계 올림픽에서 남자 단체전 금메달, 남자 개인종합 은메달을 획득했고 2008년 하계 올림픽에서 남자 개인종합 금메달, 단체전 금메달, 남자 링 은메달을 획득했다. 또한 세계 선수권 대회에서 금메달 7개, 은메달 1개, 동메달 2개를 획득했다. 

## 개인사
양웨이는 2008년에 체조 선수인 양윈과 결혼했다.